# GOFUS

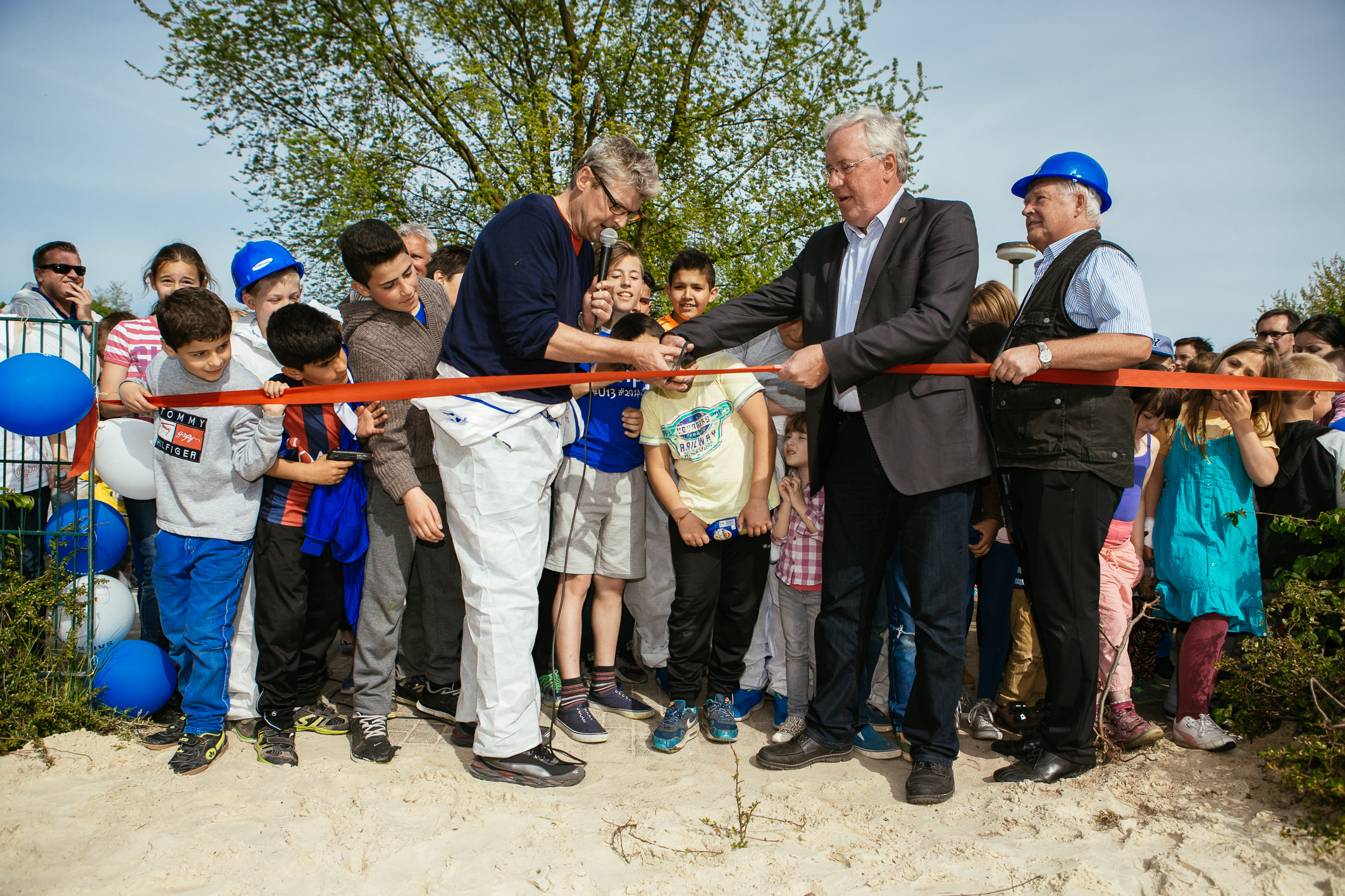
Eröffnung mit Norbert Dickel

GOFUS (für Golf spielende Fußballprofis) ist ein gemeinnütziger Verein, der sich mit dem Projekt Platz Da! der Förderung von Spiel- und Bolzplätzen für Jugendliche engagiert. Vorsitzender seit Gründung 2001 ist der frühere Fußballspieler Norbert Dickel.

## Vereinszweck
Der Vereinszweck steht unter dem Motto „Etwas von dem eigenen Glück zurückgeben“ Ziel ist es, Kindern und Jugendlichen in wirtschaftlich schwachen Regionen zu helfen und durch spielerische und sportliche Aktivitäten einen sozialen Ausgleich zu ermöglichen. Dies wird durch die finanzielle Unterstützung für den Bau oder die Sanierung von Spiel- und Bolzplätzen realisiert. Bis 2025 und 17 Jahre nach dem offiziellen Beginn des Projektes Platz Da! wurden über 300 Spiel- und Bolzplatzprojekte realisiert, bei einem Gesamtprojektvolumen von über 13 Mio €.

## Geschichte
Die Idee der Golf spielenden Fußballer, GOFUS, stammt vom ehemaligen Fußballspieler und jetzigen Stadionsprecher von Borussia Dortmund, Norbert „Nobby“ Dickel. Die Gründung des Vereins erfolgte am 12. April 2001. Als Gründungsmitglieder kamen dabei zusammen: Norbert Dickel, Lothar Emmerich, Eckhardt Fenner, Holger Gehrke, Rolf Hebben, Erdal Keser, Alexander Michael, Oliver Reck, Stefan Reuter, Alfred Schmidt, Michael Skibbe und Arnt Vesper.
Durch die Ausrichtung von Golfturnieren werden Gelder für die karitative Arbeit erspielt.

### Platz da!

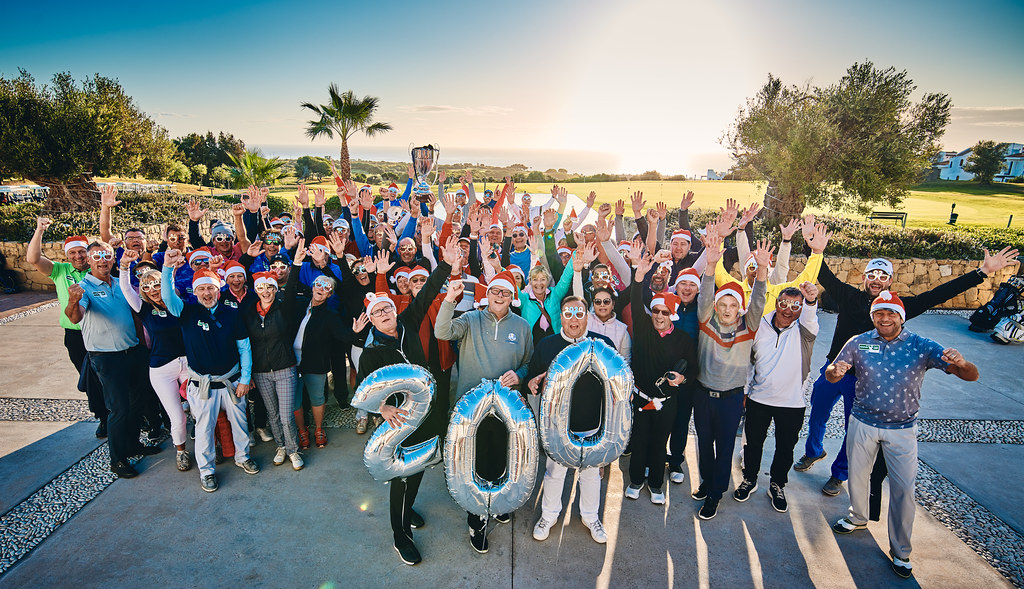
200. Platzeröffnung

2006 wurde die Initiative Platz da! ins Leben gerufen. Mit dem Projekt sollen in Deutschland bundesweit neue oder sanierungsbedürftige Bolz- und Spielplätze in wirtschaftlich schwachen Regionen finanziell unterstützt werden. Eine eigene Praktikums- und Ausbildungsbörse vermittelte zudem seit 2008 über 1500 Praktikums- und Ausbildungsplätze und Qualifikationsprogramme für Jugendliche.
Im Jahr 2014 wurde der 99. Platz in München wieder eröffnet. Das Geld dafür war bei zwei Turnieren mit Oliver Bierhoff gesammelt worden. Der 100. Platz wurde 2014 durch die Mitglieder in Dortmund selber saniert. Im April 2021 konnte die 205. Platzeröffnung verzeichnet werden. Im Bremer Stadtteil Huckelriede wurde ein rund 4600 Quadratmeter großer Spielplatz umfassend erneuert und dabei mehr als 370.000 € investiert. 300 Spiel- und Bolzplatzprojekten wurde bis 2025 ein Gesamtprojektvolumen von fast 13 Mio. € realisiert.
Heilsam.Gemeinsam
Seit 2025 wurde mit dem neuen Hauptsponsor Wundex Group eine zusätzliche Initiative mit dem Namen Heilsam.Gemeinsam ins Leben gerufen. Im Rahmen dieser Initiative sollen Zeichen für Empathie und Engagement durch kleine und große Aktionen gesetzt werden. Im Mittelpunkt steht der Gedanke "Jede Woche eine gute Tat und Menschen ein Lächeln ins Gesicht zaubern"

## Struktur
Neben der jährlichen Mitgliederversammlung als oberstes Vereinsorgan gibt es laut Satzung den Vorstand und den Verwaltungsrat. Vorsitzender seit 2001 ist Norbert Dickel. Weitere Vorstandsmitglieder sind Marc Arnold (Vorstand Sport), Holger Schmidt (Vorstand Finanzen), Claus Lehner (Vorstand Strategie, Vereinskommunikation, Internationalisierung), Christian Solmecke (Vorstand Recht), Holger Witzig (Vorstand Platz da!) und Friedhelm Bröker (Vorstand Social Media).
Dem Verwaltungsrat gehören an: Bernd Puschendorf (Vorsitz), Georg Schmickler, Constantin Acra, Matthias Bäumer, Sebastian Kehl, Christoph Franz Buchbender, Carsten Cramer, Franz Hirthammer, Stefan Kuntz, Stefan Reuter, Björn Simski, Olaf Thon.
Aktueller Schirmherr von GOFUS ist Wolfgang Bosbach, als Nachfolger des ehemaligen nordrhein-westfälischen Ministerpräsidenten und Bundesministers für Arbeit und Wirtschaft Wolfgang Clement.
2003 wurde die GOFUS Sportmarketing GmbH gegründet, mit Nico Rulfs als Geschäftsführer.
Neben den Aktivitäten in Deutschland wurden seit 2011 in Österreich, der Schweiz, Spanien, Frankreich, den Niederlanden und in Polen Ableger der GOFUS gegründet.

## Mitglieder
Dem Verein gehören mehr als 500 Mitglieder an. Darunter Trainer wie Michael Skibbe und Peter Neururer; aktive Fußballer wie Mats Hummels und Kevin Volland; ehemalige Spieler wie Stefan Reuter, Olaf Thon  und Andreas (Andy) MöllerAndy; Manager wie Holger Hieronymus und Michael Zorc; sowie Vereinspräsidenten wie Uli Hoeneß und Heribert Bruchhagen.

Sponsoren

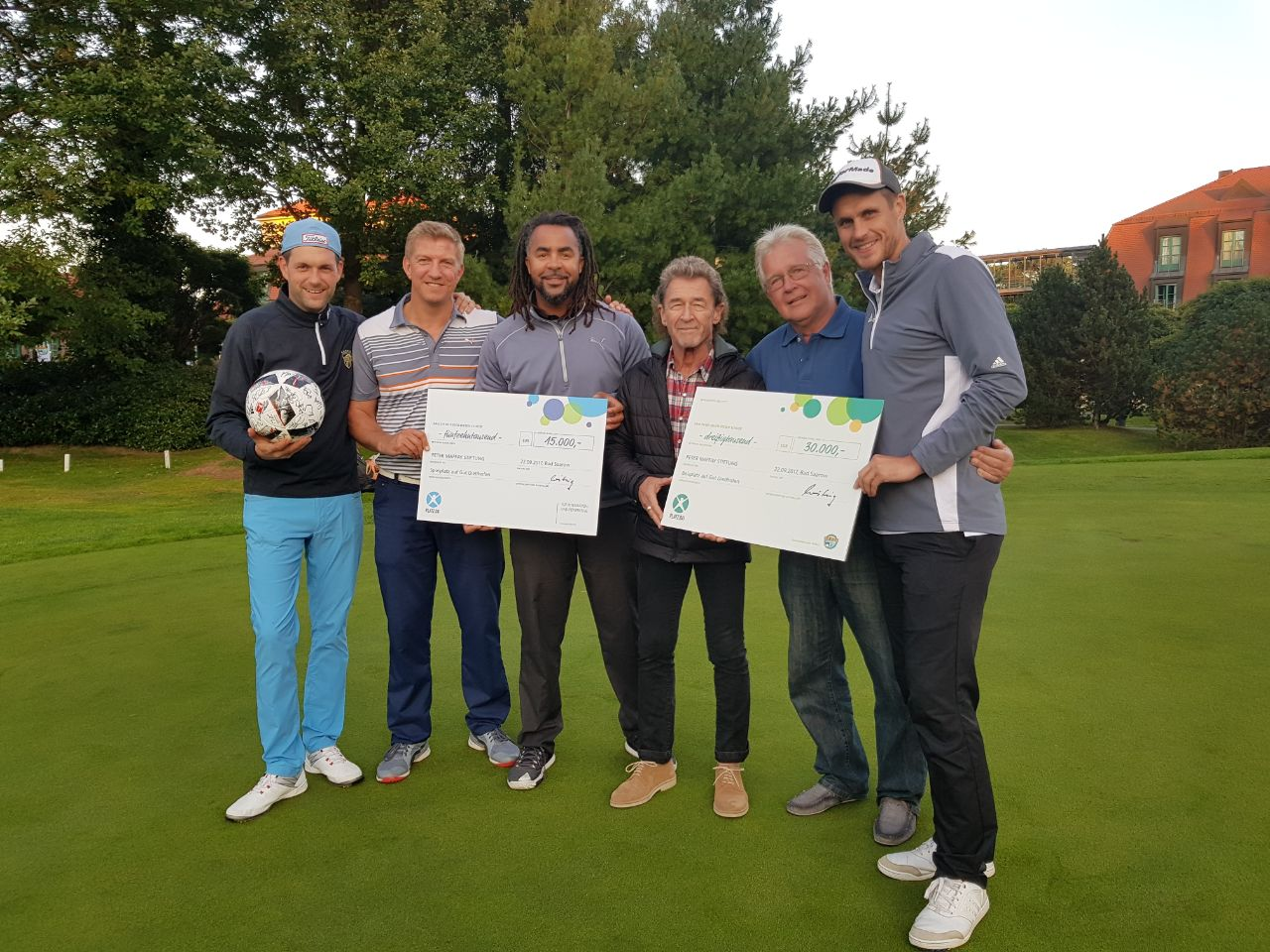
Scheckübergabe mit Matthias Killing, Marko Rehmer, Patrick Owomoyela, Peter Maffay, Holger Witzig, Sebastian Kehl.

Hauptsponsor der GOFUS ist die Wundex Group aus Senden. Weitere wichtige Partner sind , Ista SE, Ursapharm, Motorola Mobility, VM VermögensManufaktur, SGS , Poburski Dachtechnik, Aldiana und Wirth Schmies Partner. Medienpartner von GOFUS ist Sky Deutschland. Ausstattungspartner der Gofus ist Puma . Auch Martin Rütter, Peter Maffay und Jörg Wontorra unterstützen die Arbeit des Vereins.